# Wakaso Mubarak
Wakaso Mubarak, född 25 juli 1990 i Tamale), känd som Wakaso, är en ghanansk fotbollsspelare som spelar för Jiangsu Suning. Han spelar främst som vänstermittfältare.

## Klubbkarriär
Wakaso började sin seniorkarriär i Ashanti Gold SC. 2008 skrev han på ett femårskontrakt med spanska Elche CF, dock anslöt han inte till laget förrän två månader senare på grund av landslagsspel.
I slutet av januari 2011, efter bristande disciplin och överträdelser mot klubbreglerna, släpptes Wakaso fri från sitt kontrakt av klubben. Kort därefter gick han till en annan klubb i Segunda División, Villarreal CF:s B-lag.
Den 27 februari 2011 gjorde Wakaso sin La Liga-debut, när han byttes in mot José Catalá i slutminuterna av 2–2-matchen mot Racing de Santander. Han spelade endast sex matcher under säsongen 2011–12 och klubben blev nedflyttad efter 12 år i högsta ligan.